# Caroline Marton
Caroline Marton (Melbourne, 14 de abril de 1984) es una deportista australiana que compitió en taekwondo. Ganó una medalla de plata en el Campeonato Asiático de Taekwondo de 2004 en la categoría de –59 kg.

## Palmarés internacional
| Campeonato Asiático | Campeonato Asiático      | Campeonato Asiático | Campeonato Asiático |
| Año                 | Lugar                    | Medalla             | Categoría           |
| ------------------- | ------------------------ | ------------------- | ------------------- |
| 2004                | Seongnam (Corea del Sur) | Medalla de plata    | –59 kg              |